# Національна академія державного управління при Президентові України
Націона́льна акаде́мія держа́вного управлі́ння при Президе́нтові Украї́ни (далі — Національна академія) — головний державний вищий навчальний заклад України із підготовки, перепідготовки та підвищення кваліфікації державних службовців та посадових осіб місцевого самоврядування.
До 2021 року була підпорядкована Державному управлінню справами. З 24 лютого 2021 року приєднана до Київського національного університету імені Тараса Шевченка.

## Мета
- формування сучасної управлінської еліти України
- розвиток професійної компетентності державних службовців та посадових осіб місцевого самоврядування
- науковий супровід державно-управлінських реформ

## Історія
Історія Національної академії державного управління при Президентові України як всеукраїнського освітнього, наукового і методологічного центру підготовки управлінської еліти розпочалась із утворення у 1992 році Інституту державного управління і самоврядування при Кабінеті Міністрів України, на базі якого Указом Президента України від 30 травня 1995 року № 398 була утворена Українська академія державного управління при Президентові України.
У 1996 році розпочали діяльність регіональні підрозділи Української академії державного управління при Президентові України у Дніпропетровську, Львові, Одесі та Харкові, які в 2001 році отримали статус регіональних інститутів.
Указом Президента України від 21 серпня 2003 року № 869, враховуючи вагомий внесок у розвиток державного управління в Україні, а також беручи до уваги загальнодержавне і міжнародне визнання результатів її діяльності, Українській академії державного управління при Президентові України було надано статус національної з наступним перейменуванням у Національну академію державного управління при Президентові України.
Потужним імпульсом для подальшого розвитку Національної академії став Указ Президента України від 9 грудня 2011 року № 1110/2011 «Питання реформування Національної академії державного управління при Президентові України», яким затверджена Концепція реформування Національної академії. На виконання даного указу з метою більш чіткого розмежування навчання кадрів вищого та середнього управлінських рівнів створено в складі Національної академії нові навчально-наукові інститути (Указ Президента від 14 серпня 2012 року № 471): Інститут вищих керівних кадрів, Інститут «Вища школа державного управління», Інститут державної служби та місцевого самоврядування.
Упродовж свого існування Національна академія нарощувала свій науково-педагогічний і науковий потенціал. У структурі закладу навчальний та науковий процес на 1 січня 2013 року забезпечували 3 навчально-наукові інститути (м. Київ) та 4 регіональних інститути державного управління в містах Дніпропетровську, Львові, Одесі та Харкові, 8 факультетів, 59 кафедр (18 — у Києві).
Для адміністративного забезпечення діяльності Національної академії (м. Київ) створені та функціонують такі підрозділи: управління: з навчальної роботи, організації фундаментальних та прикладних досліджень, підготовки наукових та науко-педагогічних кадрів, інформаційних технологій, створене на базі Центру дистанційного навчання управління інноваційних освітніх технологій, організаційного забезпечення, забезпечення міжнародних зв'язків, з видавничої діяльності, планування фінансів, бухгалтерського обліку і звітності, господарське; відділи: кадрів і державної служби, юридичний, стратегічного планування та інформаційно-аналітичного забезпечення, прийому слухачів та розподілу випускників, забезпечення зв'язків з громадськістю, інформаційно-бібліотечного забезпечення, забезпечення діяльності президії, ремонтно-капітальних робіт та інші економіко-господарські підрозділи.

## Навчання

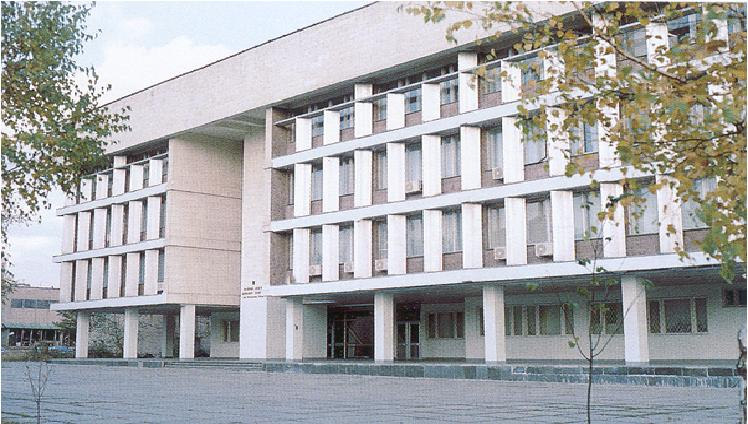
Навчальний корпус НАДУ при Президентові України по вул. Ежена Потьє, 20

У закладі сформована сучасна навчально-наукова, соціально-побутова інфраструктура, що дає змогу успішно здійснювати магістерську, кандидатську, докторську підготовку, наукову, видавничу, міжнародну діяльність, підвищувати кваліфікацію, успішно розвивати нові напрями діяльності, здійснювати гідний внесок у процес інтеграції України у світовий освітянський простір.
За роки діяльності Національна академія досягла значних успіхів у становленні та розвитку освітньої та наукової галузей «Державне управління». На 1 січня 2012 року у закладі фахову підготовку з опануванням освітньо-кваліфікаційного рівня або наукового ступеня здобувають 6752 особи (у тому числі 5822 слухачі, 589 аспірантів, 60 докторантів та 281 здобувач наукового ступеня кандидата наук), а також 2265 студентів навчались в регіональних інститутах державного управління Національної академії за спеціальностями, професійно орієнтовані на державну службу та службу в органах місцевого самоврядування. Щороку в Інституті підвищення кваліфікації керівних кадрів Національній академії та центрах підвищення кваліфікації регіональних інститутів державного управління близько 20 тис. управлінців підвищують рівень професійної компетентності.

### Інститут вищих керівних кадрів
Інститут вищих керівних кадрів — головний та елітний науково-методичний центр для навчання керівників органів державної влади та органів місцевого самоврядування за спеціальною магістерською програмою «Управління суспільним розвитком». Зазначена категорія управлінських кадрів навчається за спеціальною практико-орієнтованою навчальною програмою та отримає кваліфікацію «Магістр суспільного розвитку». До викладення залучаються керівники органів державного управління України та провідні професори й управлінці-практики зарубіжних країн.

### Інститут «Вища школа державного управління»
Інститут «Вища школа державного управління» — унікальний, єдиний в Україні центр підготовки талановитої молоді, основним завданням якого є формування нового елітного корпусу державної служби. Слухачі навчаються за спеціальною магістерською програмою «Публічне адміністрування» для підготовки сучасних фахівців сфери публічного управління, які забезпечать європейський рівень надання адміністративних послуг на засадах принципів «Good Governance». Нова програма розроблена Національною академією спільно з Вищою школою управління та права (м. Берлін) за підтримки Уряду ФРН з урахуванням найкращих європейських практик підготовки фахівців для сфери публічного управління. До викладення залучаються провідні професори Національної академії, керівники державного управління України, фахівці з державного управління, професори ВНЗ зарубіжних країн та управлінці-практики зарубіжних країн. Запроваджена діяльність наставників з найкращих науково-педагогічних працівників Національної академії та фахівців державного управління для супроводу навчання кожного слухача. Найкращі слухачі будуть проходити стажування за кордоном і мають змогу продовжити навчання в одному з вищих навчальних закладів Франції, Німеччини та Польщі.

### Інститут державної служби та місцевого самоврядування
Інститут державної служби та місцевого самоврядування — для вирішення завдань формування та запровадження цілісної практико-орієнтованої системи навчання державних службовців та посадових осіб місцевого самоврядування, спроможних надавати якісні управлінські послуги в різних сферах суспільного життя та приймати управлінські рішення. В Інституті підготовка магістрів із галузевого управління здійснюється за конкретними напрямами управлінської діяльності: публічна політика, парламентаризм та парламентська діяльність, регіональне управління, місцеве самоврядування, управління в сфері національної безпеки, охорони здоров'я, освіти за всіма формами навчання (денною, вечірньою, заочною, заочно-дистанційною). Основною конкурентною перевагою Інституту державної служби та місцевого самоврядування є здійснення координуючої діяльності в системі Національної академії у сфері організації науково-методичного супроводу навчального процесу. Формування практико-орієнтованого змісту навчання, розробки основних напрямів наукових досліджень та підвищення кваліфікації науково-педагогічних працівників.

### Центр дистанційного навчання

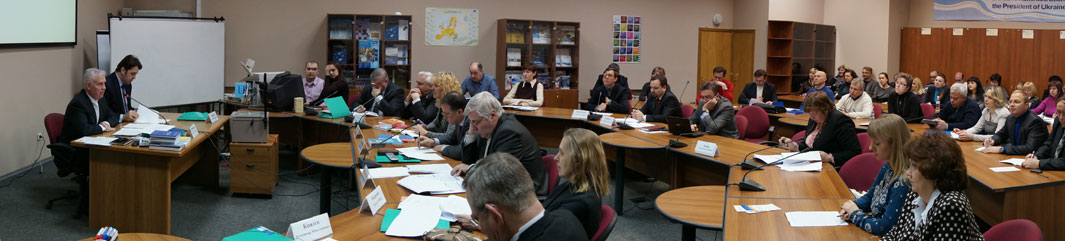
Центр дистанційного навчання

За міжнародної технічної допомоги Уряду Канади та за участю Світового банку в закладі був створений Центр дистанційного навчання, який став першим в Євроазіатському регіоні центром Навчальної мережі глобального розвитку. Для забезпечення розвитку дистанційної освіти в Україні управління інноваційних освітніх технологій спільно з кафедрами Національної академії проводить наукові дослідження, веде консультативну діяльність, здійснює розробку та впровадження нових форм і технологій дистанційного навчання.

## Підвищення кваліфікації

### Інститут підвищення кваліфікації керівних кадрів
Інститут підвищення кваліфікації керівних кадрів (далі — Інститут) Національної академії державного управління при Президентові України (далі — Національна академія) створено згідно з Указом Президента України від 2 серпня 1995 р. № 682 «Про затвердження Положення про Українську Академію державного управління при Президентові України та її загальної структури».
Відповідно до Положення про Національну академію, затвердженого Указом Президента України від 21 вересня 2001 року № 850, Інститут є одним із основних структурних підрозділів Національної академії.
Напрями діяльності Інституту :

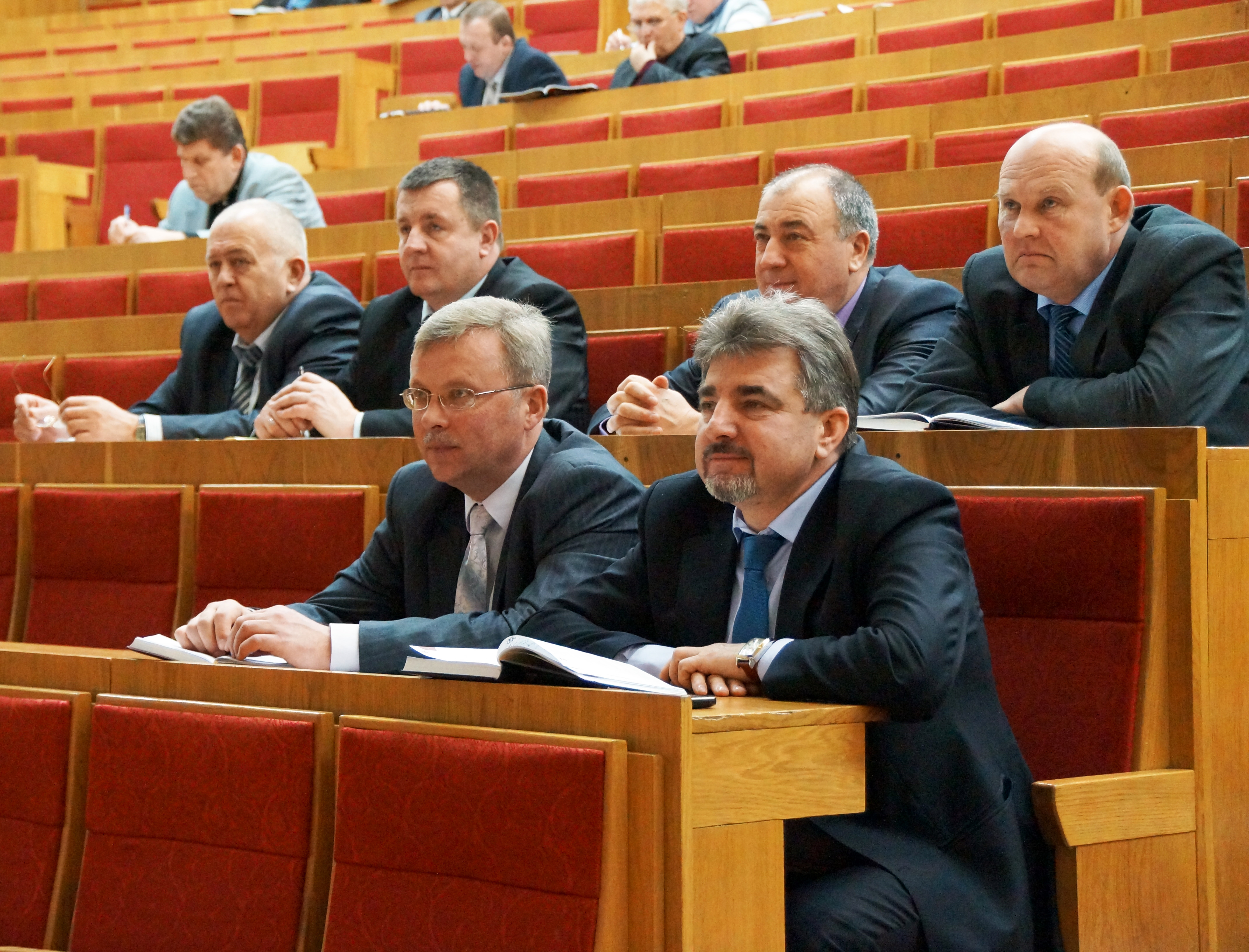
Заняття в ІПККК

підвищення кваліфікації працівників органів державної влади, органів місцевого самоврядування для роботи на посадах I—IV категорій та відповідного кадрового резерву; керівників підприємств, установ і організацій, що є в державній власності;
надання методичної, інформаційної, консультативної допомоги регіональним і галузевим навчальним закладам, органам державної влади і органам місцевого самоврядування з питань підвищення кваліфікації державних службовців та посадових осіб місцевого самоврядування.
Основна місія Інституту — підвищення кваліфікації керівного складу органів державної влади і органів місцевого самоврядування, що передбачає чітку спрямованість на формування системи знань і умінь, які складають основу професійної компетентності управлінських кадрів, їх підготовленість до здійснення ефективного управління в умовах змін та реформ.
Підвищення кваліфікації в Інституті здійснюється за професійними програмами для: осіб, уперше прийнятих на посади державних службовців і посадових осіб місцевого самоврядування I—IV категорій; державних службовців, які займають посади I—IV категорій, і осіб з кадрового резерву на ці посади; посадових осіб місцевого самоврядування, які займають посади I—IV категорій, і осіб з кадрового резерву на ці посади; та за програмами тематичних семінарів з актуальних питань державного управління.
Інститут забезпечує підвищення кваліфікації керівників і викладачів навчальних закладів системи перепідготовки і підвищення кваліфікації державних службовців і посадових осіб місцевого самоврядування. Щорічно підвищують кваліфікацію більше двохсот осіб зазначеної категорії.
Для проведення навчальних занять запрошуються посадові особи Адміністрації Президента України, Апарату Верховної Ради України, Кабінету Міністрів України, Головного управління державної служби України, міністерств та інших центральних органів виконавчої влади, органів місцевого самоврядування.

## Наукова діяльність
Важливим напрямом діяльності Національної академії є її наукова складова, яка зосереджена на:
- розвитку галузі науки «Державне управління»;
- проведенні фундаментальних і прикладних досліджень з проблем державного управління та місцевого самоврядування;
- науковому забезпеченні навчального процесу;
- наданні експертно-консультаційних, інформаційно-аналітичних, науково-методичних послуг з питань теорії і практики державотворення;
- організації та розвитку міжнародного співробітництва з наукових досліджень у цій сфері.

З метою наукового забезпечення процесу підготовки, перепідготовки та підвищення кваліфікації державних службовців та посадових осіб місцевого самоврядування за роки існування Національної академії науковцями було опубліковано майже 600 монографій, понад 200 підручників та понад 1000 навчальних посібників.
Важливий напрям діяльності Національної академії — підготовка наукових і науково-педагогічних кадрів вищої кваліфікації. З цією метою в закладі створено і діють аспірантура, докторантура, шість спеціалізованих учених рад. Усього за час їх функціонування (станом на 1 січня 2013 року) захищено 703 дисертацій, з них — 98 докторських та 605 кандидатських. На сьогодні частка захищених дисертацій у Національній академії та її регіональних інститутах у сукупній кількості захищених робіт становить 59 % (зокрема, 54 % — докторських і 60 % — кандидатських дисертаціях).

## Організація й адміністрація

### Керівництво
Куйбіда Василь Степанович — президент Національної академії державного управління при Президентові України, доктор наук з державного управління.
Савков Анатолій Петрович — перший віце-президент Національної академії державного управління при Президентові України.
Білинська Марина Миколаївна — віце-президент Національної академії державного управління при Президентові України, доктор наук з державного управління, професор.
Попок Андрій Андрійович — віце-президент Національної академії державного управління при Президентові України, доктор наук з державного управління, професор, член Конституційної Асамблеї.

### Інститути
- Інститут державної служби та місцевого самоврядування
- Інститут вищих керівних кадрів
- Вища школа державного управління
- Інститут підвищення кваліфікації керівних кадрів
- Інститут проблем державного управління та місцевого самоврядування

### Регіональні інститути
- Дніпропетровський регіональний інститут державного управління Національної академії державного управління при Президентові України
- Львівський регіональний інститут державного управління Національної академії державного управління при Президентові України
- Одеський регіональний інститут державного управління Національної академії державного управління при Президентові України
- Харківський регіональний інститут державного управління Національної академії державного управління при Президентові України

### Кафедри
- Кафедра публічного управління та публічної служби — завідувач кафедри Хаджирадєва Світлана Костянтинівна
- Кафедра глобалістики, євроінтеграції та управління національною безпекою — завідувач кафедри Мельник Юрій Віталійович
- Кафедра публічної політики та політичної аналітики — в.о. завідувача кафедри Телешун Сергій Олександрович
- Кафедра парламентаризму та політичного менеджменту — в.о. завідувача кафедри Гошовська Валентина Андріївна
- Кафедра економічної політики та врядування — завідувач кафедри Олійник Наталія Іванівна
- Кафедра суспільного розвитку та суспільно-владних відносин — завідувач кафедри Гонюкова Лілія Василівна
- Кафедра соціальної і гуманітарної політики — завідувач кафедри Трощинський Володимир Павлович
- Кафедра державознавства і права — завідувач кафедри Плахотнюк Наталія Григорівна
- Кафедра регіонального управління, місцевого самоврядування та управління містом — завідувач кафедри Вакуленко Володимир Миколайович
- Кафедра інформаційної політики та цифрових технологій — завідувач кафедри Карпенко Олександр Валентинович
- Кафедра україністики та іноземних мов — завідувач кафедри

## Почесні звання

### Почесні доктори
1998 рік
- Кучма Леонід Данилович – Президент України (1994–2005).

2002 рік
- Якубовський Олексій Петрович – проректор – директор Одеського регіонального інституту

державного управління Української Академії державного управління при Президентові України (1995–2002).
2003 рік
- Алієв Гейдар Алірза огли – Президент Республіки Азербайджан (1993–2003)
- Литвин Володимир Михайлович – Голова Верховної Ради України (2002–2006)
- Єгоров Володимир Костянтинович – Президент – ректор Російської академії державної служби при Президентові Російської Федерації (2000)
- Кравчук Леонід Макарович –  Президент України (1991–1994)

2004 рік
- Марія Гінтовт-Янкович – директор Національної школи державного управління Республіки Польща (1991–2006), Віце-президент Міжнародної асоціації шкіл та інститутів управління (IASIA).

2005 рік
- Кравченко Богдан Олександрович – декан Вищої школи розвитку Університету Центральної Азії

(2005) (Киргизька Республіка).
- Альфонсас ВЕЛИЧКА – директор Литовського інституту державного адміністрування

(2000–2011).
- Бакуменко Валерій Данилович – директор Інституту проблем державного управління

та місцевого самоврядування Національної академії (2002–2006).
2006 рік
- Луговий Володимир Іларіонович – директор Інституту вищої освіти Національної академії

педагогічних наук України (2007–2012).
2007 рік
- Шаповал Володимир Миколайович – Голова Центральної виборчої комісії України (2007–2013).
- Лех Качинський – Президент Республіки Польща (2005–2010).

2009 рік
- Ющенко Віктор Андрійович – Президент України (2005–2010).

2012 рік
- Лібанова Елла Марленівна – директор Інституту демографії та соціальних досліджень НАН України (з 2007).

2014 рік
- Гаврилишин Богдан Дмитрович – засновник Благодійного фонду Богдана Гаврилишина (2010), український, канадський, швейцарський економіст, громадський діяч, меценат.
- Вайра Віке-Фрейберга – Президент Латвійської Республіки (1999–2007).

2016 рік
- Лук’яненко Левко Григорович – політичний та громадський діяч, Герой України, лауреат Національної премії імені Тараса Шевченка.
- Алексієвич Світлана Олександрівна – Лауреат Нобелівської премії з літератури (2015)(Республіка Білорусь).

### Заслужений професор
2019
- Йошіхіко Окабе

2021
- Гошовська Валентина Андріївна
- Володимир Загорський

## Міжнародне співробітництво
З метою інтегрування Національної академії в європейський і світовий освітній простір, використання світових здобутків державного управління, актуалізації існуючої навчальної системи та навчальних програм Національна академія підтримує партнерські зв'язки із зарубіжними і міжнародними інституціями із 32 країн світу.
На сьогодні Національна академія є членом Асоціації інститутів і шкіл державного управління країн Центральної та Східної Європи (NISPAcee), Міжнародного інституту адміністративних наук (IIAS), Європейської акредитаційної асоціації з державного управління (EAPAA), Європейської групи з державного управління (EGPA); Навчальної мережі глобального розвитку Світового банку (НМГР); Європейської мережі навчальних організацій місцевої та регіональної влади (ENTO).

## Випускники
Див. Випускники Національної академії державного управління при Президентові України
- Ганущин Олександр Олександрович — голова Львівської обласної ради
- Гройсман Володимир Борисович  — Прем'єр-міністр України
- Євдоченко Леонід Олександрович — Голова Адміністрації Державної служби спеціального зв'язку та захисту інформації України
- Кличко Віталій Володимирович — Голова Київської міської державної адміністрації
- Короленко Володимир Васильович — український лікар, науковець, державний службовець і громадський діяч, заступник Голови Державної служби України з лікарських засобів та контролю за наркотиками, доктор медичних наук.
- Крамаренко Сергій Миколайович — Голова Чернігівської районної державної адміністрації
- Крейденко Володимир Вікторович — народний депутат України IX скликання
- Кулинич Віктор Пилипович Борець за незалежність України у ХХ сторіччі, громадський діяч
- Мірошниченко Юрій Романович — народний депутат України V, VI, VII скликань
- Петік Олександр Владиславович — заступник Голови Закарпатської обласної державної адміністрації. З 14 листопада 2014 до травня 2015 року служив в 24-му окремому штурмовому батальйоні ЗСУ («Айдар»), учасник бойових дій в зоні АТО
- Полозун Ігор Юрійович — голова Бучанської районної державної адміністрації Київської області
- Поровський Микола Іванович — Борець за незалежність України у ХХ сторіччі, народний депутат України 1, 2 та 4 скликань, Голова Республіканської християнської партії, з вересня 2014 року призначений заступником командира 3-го полку спеціального призначення — учасник бойових дій в зоні АТО
- Путілов Андрій Станіславович — голова Херсонської обласної державної адміністрації
- Райнін Ігор Львович — голова Харківської обласної державної адміністрації
- Садовий Андрій Іванович — Міський голова Львова (з 2006 р.)
- Садовой Сергій Миколайович — голова Голосіїівської районної у мсіті Києві державної адміністрації
- Саєнко Сергій Валерійович — український дипломат. Надзвичайний і Повноважний Посол України в Марокко
- Труханов Геннадій Леонідович — Одеський міський голова
- Чернов Сергі́й Іванович — голова Харківської обласної ради
- Чечоткін Микола Олександрович  — Голова Державної служби України з надзвичайних ситуацій
- Шутов Ілля Якимович — Борець за незалежність України у ХХ сторіччі, громадський діяч.